# Chiesa di San Pietro a Cavarzano
La chiesa di San Pietro a Cavarzano si trova nella frazione di Cavarzano presso Vernio, in provincia di Prato.

## Storia e descrizione
Grande chiesa neoromanica dominante l'abitato, fu costruita su progetto di Raffaello Franci (1928-1930), in arenaria e mattoni, demolendo la precedente chiesetta; il campanile a torre, ottocentesco, fu rialzato nel 1952. L'altissima e vasta aula è conclusa da abside.
È stata restaurata tra il 2006 e il 2007.